# Colin Ford
Colin Ford (Nashville (Tennessee, VS), 12 september 1996) is een Amerikaans acteur en stemacteur. Hij is onder meer bekend van zijn rol als de jonge Sam Winchester in de televisieserie Supernatural, als de stem van Jake in de oorspronkelijke, Engelstalige versie van Jake en de Nooitgedachtland-Piraten (beide rollen leverden hem een Young Artist Award op) en als Dylan Mee in de familiefilm We Bought a Zoo. Sinds 2013 is hij, ook in Nederland en België, te zien in de CBS-televisieserie Under the Dome.

## Loopbaan
Fords carrière begon reeds op vierjarige leeftijd. Toen poseerde hij voor advertenties van regionale en nationale winkelketens. Zijn filmdebuut maakte hij toen hij vijf was met zijn rol als de even oude Clinton Junior in de film Sweet Home Alabama. Later kreeg hij nog meer bijrollen in speelfilms zoals Moved en Dumb and Dumberer: When Harry Met Lloyd. In 2004 speelde Ford de rol van Matthew Steed in de film The Work and the Glory. Het jaar daarop speelde hij ook in het vervolg op deze film.
In hetzelfde jaar verscheen Ford als 'gezinslid' in een geruchtmakende fotoshoot van Brad Pitt en Angelina Jolie voor het tijdschrift W. Eveneens in 2005 speelde hij zijn eerste grote rol in Dog Days of Summer als Jackson Patch, samen met acteerveteraan Will Patton. Ook stond hij dat jaar tweemaal op de set in of bij Vancouver: voor een gastrol in de televisieserie Smallville en als Zeph, de zoon van de hoofdpersoon in de avonturenfilm In the name of the King: a Dungeon Siege tale. In deze periode kreeg hij ook zijn eerste stemrollen, onder meer als het rendier Dart in de videofilm Christmas Is Here Again.
Van 2007 tot 2011 was Colin Ford in vijf afleveringen van de tv-serie Supernatural te zien als jonge versie (in flash-backs) van de hoofdpersoon. Een echte hoofdrol had hij in Jack and the Beanstalk (naar het sprookje Sjaak en de bonenstaak). Hiermee won hij in 2011 zijn tweede Young Artist Award, een jaar later gevolgd door een prijs voor zijn stemrol in de kinderserie Jake en de Nooitgedachtlandpiraten.
In december 2011 speelde hij een belangrijke rol in de familiefilm We Bought a Zoo, als de jonge Dylan die moeite heeft met de dierentuinplannen van zijn vader, gespeeld door Matt Damon.

## Opleiding
Colin Ford zat op Campbell Hall School, een school in Los Angeles waar veel kindacteurs op hebben gezeten, onder wie zijn tegenspeler Elle Fanning uit We Bought a Zoo. Voortgezet onderwijs volgt hij via Oaks Christian Online High School.

## Filmografie

### Film
In deze tabel staat een lijst met films waarin Colin Ford te zien en / of te horen is.
| Jaar | Titel                                     | Rol                             | Opmerkingen      |
| ---- | ----------------------------------------- | ------------------------------- | ---------------- |
| 2002 | Sweet Home Alabama                        | Clinton Jr.                     | Niet op titelrol |
| 2003 | Dumb and Dumberer: When Harry Met Lloyd   | De jonge (vijf jaar oude) Lloyd | Niet op titelrol |
| 2004 | Moved                                     | De jonge Noel Franks            | Kortfilm         |
| 2004 | The Work and the Glory                    | Matthew Steed                   |                  |
| 2005 | The Prize Winner of Defiance Ohio         | Stem                            |                  |
| 2005 | The Work and the Glory II: American Zion  | Matthew Steed                   |                  |
| 2006 | The Ant Bully                             | Red Teammate #4 (stem)          |                  |
| 2006 | Faceless                                  | Max                             | Televisiefilm    |
| 2007 | Christmas Is Here Again                   | Dart (stem)                     |                  |
| 2007 | In name of the King: A Dungeon Siege Tale | Zeph                            |                  |
| 2007 | Martian Child                             | Toegevoegde stemmen             | Niet op titelrol |
| 2007 | American Family                           | Caleb Bogner                    |                  |
| 2008 | Dog Days of Summer                        | Jackson Patch                   |                  |
| 2008 | Lake City                                 | Clayton                         |                  |
| 2009 | Push                                      | De jonge Nick                   |                  |
| 2009 | Bride Wars                                | Toegevoegde stemmen             |                  |
| 2010 | Jack and the Beanstalk                    | Jack Thatcher (Sjaak)           |                  |
| 2011 | Ticket Out                                | DJ                              |                  |
| 2011 | All Kids Count                            | Jim                             |                  |
| 2011 | In My Pocket                              | De jonge Stephen                |                  |
| 2011 | We Bought a Zoo                           | Dylan Mee                       |                  |
| 2012 | Disconnect                                | Jason Dixon                     |                  |
| 2012 | Eye of the Hurricane                      | Mike Ballard                    |                  |

### Televisie
In deze tabel staat een lijst met televisieseries waarin Colin Ford in één of meerdere afleveringen te zien en/of te horen is (in de Engelstalige versie weliswaar).
| Jaren       | Titel                                      | Rol                                       | Opmerkingen                                             |
| ----------- | ------------------------------------------ | ----------------------------------------- | ------------------------------------------------------- |
| 2005        | Smallville                                 | De jonge (zeven jaar oude) Evan Gallagher | Aflevering "Ageless"                                    |
| 2006        | The Tonight Show with Jay Leno             | Actiefiguur Dick Chaney                   | Aflevering "14.47"                                      |
| 2006        | The Chelsea Handler Show                   | Blind Date                                | Aflevering "1.3"                                        |
| 2006        | Close To Home                              | Hal Brooks                                | Aflevering "Legacy"                                     |
| 2007        | Side Order of Life                         | Baby Puree (stem)                         | Aflevering "Whose Sperm Is It Anyway?"                  |
| 2007        | American Family                            | Caleb Bogner                              | In de pilotaflevering van de serie                      |
| 2007        | Journeyman                                 | De jonge Aeden Bennett                    | Aflevering "Blowback"                                   |
| 2007 – 2011 | Supernatural                               | De jonge Sam Winchester                   | 5 afleveringen (zie voetnoot 1)                         |
| 2008        | Can You Teach My Alligator Manners?        | Mikey (stem)                              | 10 afleveringen                                         |
| 2009        | Jake's Team Pirate                         | Jake (stem)                               | Pilotaflevering van de serie                            |
| 2009        | Special Agent Oso                          | Joe (stem)                                | Aflevering "A View To A Book/The Living Holiday Lights" |
| 2010        | Private Practice                           | Seth Walker                               | Aflevering "Love Bites"                                 |
| 2010 – 2013 | Family Guy                                 | Verschillende stemmen                     | 8 afleveringen                                          |
| 2010        | CSI: Miami                                 | Cody Williams                             | Aflevering "Mommie Deadest"                             |
| 2010        | Hawaii Five-0                              | Evan Lowry                                | Aflevering "Ohana"                                      |
| 2011 – 2014 | Jake en de Nooitgedachtland Piraten        | Jake (stem)                               | 37 afleveringen                                         |
| 2012        | Revolution                                 | Michael                                   | Aflevering "The Children's Crusade"                     |
| 2012 – 2013 | The Mob Doctor                             | Sam Cooper                                | 2 afleveringen                                          |
| 2013 – 2015 | Under the Dome                             | Joe McAlister                             | Alle afleveringen (hoofdrol)                            |
| 2013 – 2014 | Sofia the First                            | Prince Hugo, Axel (stem)                  | 2 afleveringen                                          |
| 2019        | Daybreak                                   | Josh Wheeler                              | Alle afleveringen                                       |
| 2022        | Dahmer – Monster: The Jeffrey Dahmer Story | Chazz                                     | Aflevering "Doin' a Dahmer"                             |

## Gewonnen prijzen en nominaties
| Jaar | Prijs              | Categorie                                      | Werk                                | Resultaat   |
| ---- | ------------------ | ---------------------------------------------- | ----------------------------------- | ----------- |
| 2008 | Young Artist Award | Beste jonge gastacteur in een televisiereeks   | Journeyman                          | Genomineerd |
| 2009 | Young Artist Award | Beste jonge acteursstem in een speelfilm       | Christmas Is Here Again             | Genomineerd |
| 2009 | Young Artist Award | Beste jonge bijrol in een speelfilm            | Lake City                           | Genomineerd |
| 2010 | Young Artist Award | Beste jonge acteur (-13) in een televisiereeks | Supernatural                        | Gewonnen    |
| 2011 | Young Artist Award | Beste jonge gastacteur in een televisiereeks   | CSI: Miami                          | Genomineerd |
| 2011 | Young Artist Award | Beste jonge acteur in een DVD-film             | Jack and the Beanstalk              | Gewonnen    |
| 2012 | Young Artist Award | Beste jonge mannelijke bijrol in een speelfilm | We Bought a Zoo                     | Genomineerd |
| 2012 | Young Artist Award | Beste jonge acteursstem in een speelfilm       | Jake en de Nooitgedachtland Piraten | Gewonnen    |
| 2014 | Saturn Award       | Beste jonge acteur in een televisieserie       | Under the Dome                      | Genomineerd |

- Biblioteca Nacional de España: XX5425028
- International Standard Name Identifier: 0000 0000 8756 9216
- Library of Congress Control Number: no2010107237
- Nederlandse Thesaurus van Auteursnamen: 345624505
- Virtual International Authority File: 127085104
- WorldCat: E39PBJyGQWcFkwfcCGfYr8qmh3